# Mexacris
Mexacris is een geslacht van rechtvleugeligen uit de familie veldsprinkhanen (Acrididae). De wetenschappelijke naam van dit geslacht is voor het eerst geldig gepubliceerd in 2007 door Otte.

## Soorten
Het geslacht Mexacris omvat de volgende soorten:
- Mexacris annulicornis Hebard, 1932
- Mexacris colorata Hebard, 1932